# Betteraves marinées

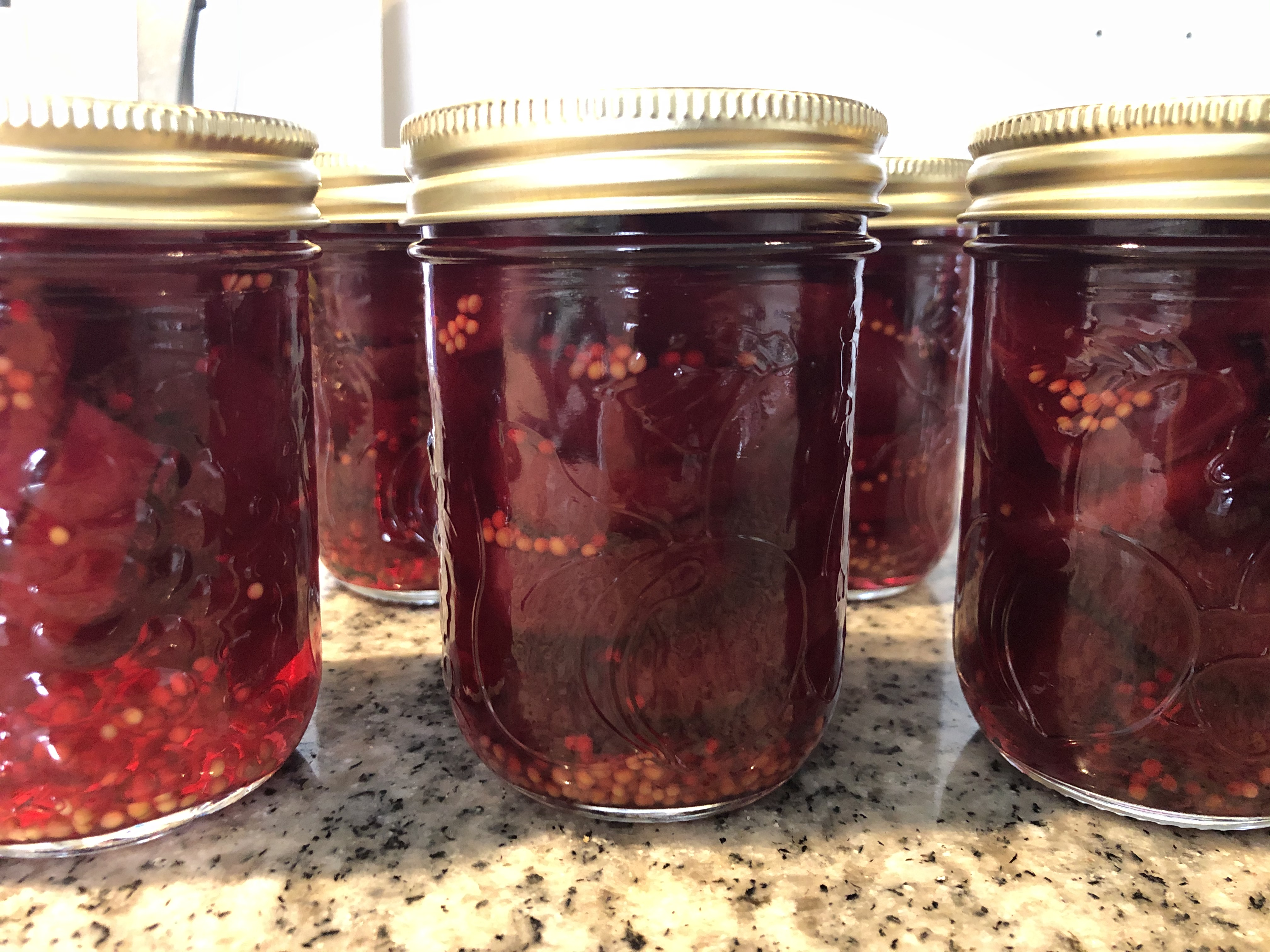
Les betteraves marinées sont des betteraves conservées dans un mélange acide et sucré.

Les betteraves marinées sont une recette qui remonte à l'époque où les familles des régions francophones du Canada devaient conserver leurs aliments pour l'hiver. Les betteraves sont découpées, bouillies et mises en pots. Ensuite, elles sont enrobées d'un mélange récemment stérilisé de vinaigre, de graines de moutarde, d'eau de betterave et de sucre. Le pot est rapidement fermé pour éviter que l'air ne puisse entrer ou sortir du pot,. Les betteraves peuvent être conservées de cette façon pendant des années. Les betteraves marinées sont mieux consommées froides.